# Gazebo (film)
Gazebo (The Gazebo) è un film del 1959 diretto da George Marshall.

## Trama
Elliot Nash, regista e sceneggiatore per la tv, viene ricattato dal malvivente Dan Shelby e deve pagare per nascondere una scomoda verità riguardante la moglie Nell: in gioventù la donna, ora nota star di Broadway, aveva posato nuda per un fotografo e Shelby ha in mano le foto; Elliot nasconde il ricatto a Nell e si getta nel lavoro per guadagnare le cifre che l'avido Shelby richiede regolarmente. Vivendo costantemente sul filo del rasoio, Elliot decide alla fine di sbarazzarsi definitivamente del suo ricattatore; a tale scopo, chiede sottilmente consigli al suo amico Harlow Edison, il procuratore distrettuale; attira Shelby nella sua casa di campagna e lo uccide, poi nasconde il corpo nelle fondamenta del gazebo della casa, ancora in costruzione, e ricopre di terra il cadavere. Elliot deve anche guardarsi dalle presenze invadenti di Sam Thorpe (l'uomo incaricato di montare il gazebo) e miss Chandler (l'agente immobiliare che si occupa della vendita della proprietà (necessaria per appianare i debiti contratti per pagare Shelby, che Elliot ha giustificato come pessima gestione del suo denaro).
Tuttavia il suo piano andrà in malora in molti sensi; il procuratore Edison lo informa che Shelby è stato trovato ucciso in un albergo, con una lista di persone ricattate da lui, compresi i nomi dei coniugi Nash; Elliot si domanda quindi chi ha seppellito. Si scopre che Nell è stata avvicinata per prima, ma ha rifiutato di pagare per sfruttare la conseguente pubblicità allo scopo di promuovere il suo spettacolo; rimasto con niente, Shelby ha puntato su Elliot. Il tenente Jenkins della polizia scopre che l'arma del delitto apparteneva a Joe il Nero, un noto complice di Shelby; l'investigatore conclude che i due abbiano litigato per la spartizione del ricavato dei ricatti. Così i sospetti su Elliot e Nell cadono.
Ma Shelby aveva una piccola organizzazione dietro di lui; i suoi complici, il Duca e Louis il Pidocchio, rapiscono Nell e la portano a casa; hanno sorvegliato Joe e sanno che è entrato ma non è uscito, quindi pretendono dai Nash la valigia con 100.000 dollari che Joe portava con sé, dal momento che l'uomo pianificava di sparire e fregare tutti i complici. Riflettendo, il Duca e Louis capiscono che il corpo è nel gazebo; intanto il corpo sta affiorando per la pioggia che ha rovinato le fondamenta della struttura; i due delinquenti lo disseppelliscono in salotto, prendono la valigia e se ne vanno, lasciando Nell legata. Elliot arriva e la slega, poi le confessa tutto.
Arriva il tenente Jenkins, con i due fuggiaschi arrestati; il poliziotto li ha interrogati e ha capito che Elliot ha sparato a Joe il Nero; Elliot sta per confessare quando si accorge che il proiettile da lui esploso è dentro un libro in salotto; capisce di aver mancato il ricattatore e quindi non è un omicida; la pallottola viene portata via dal piccione di casa, Herman, cancellando la prova che Elliot abbia sparato; a questo si aggiunge l'autopsia, che ha constatato un problema cardiaco di Joe, che ne ha causato la morte.

## Altre versioni
La storia è tratta da una commedia teatrale di Neil Simon, messa in scena nel 1958; nel 1971 il regista Jean Girault girò una versione francese, Jo e il gazebo (Jo), con Louis de Funès e Bernard Blier.